# Hipólito

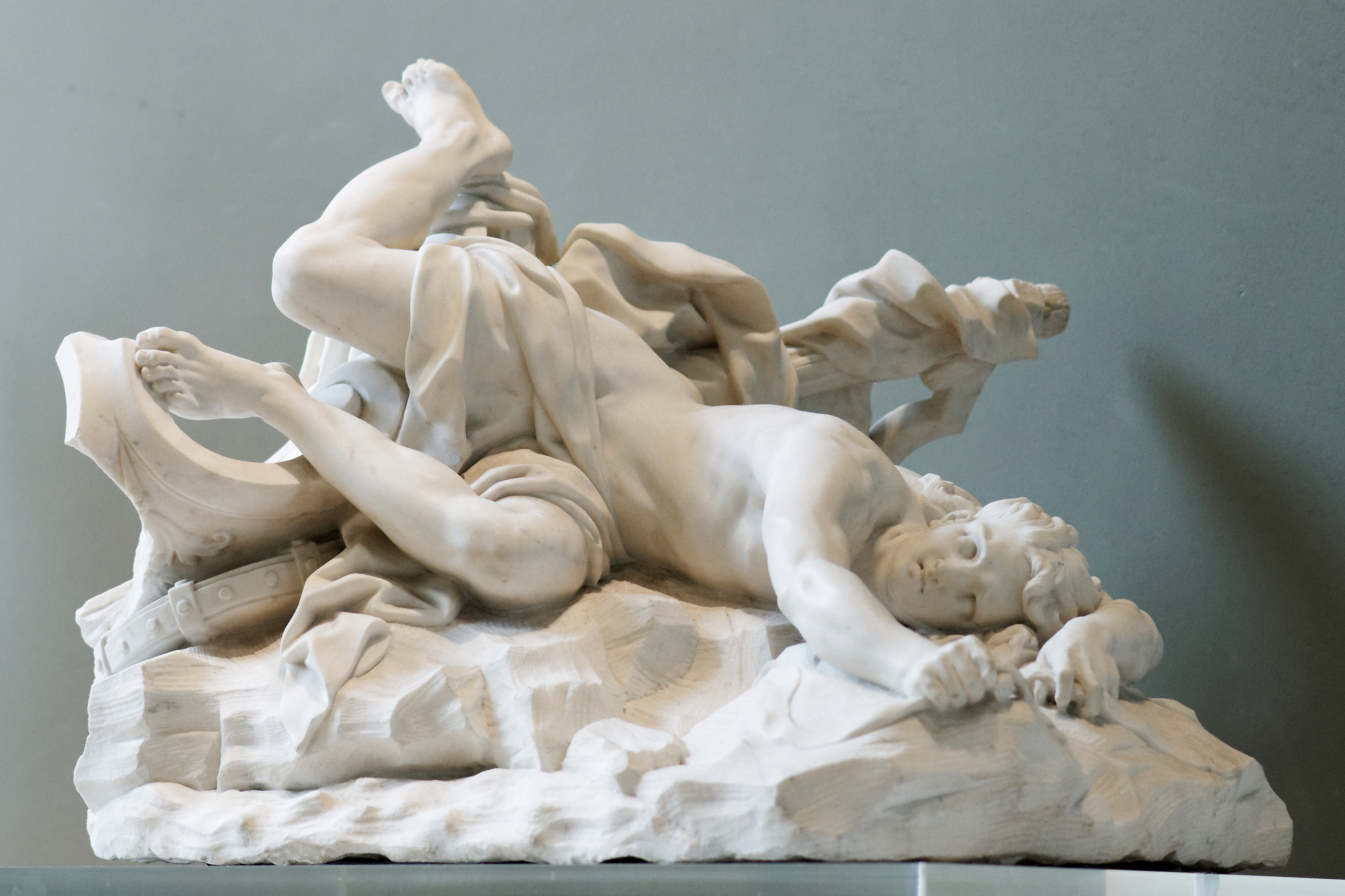
La muerte de Hipólito (1715)
por Jean-Baptiste I Lemoyne,
tío de Jean-Baptiste II Lemoyne.

En la mitología griega, Hipólito (en griego antiguo, Ἱππόλυτος: Hippólutos; de «ἵππος» - «híppos»: «caballo» - y «λύειν» - «lúein»: «desatar») es hijo de Teseo y una amazona, que según la fuente podría tratarse de Hipólita (de quien tomaría el nombre), Antíope o Melanipa.

## Mitología
Hipólito, gran amante de la caza y las artes violentas, veneraba a la diosa virgen de la caza Artemisa y detestaba a la diosa del amor Afrodita. Ella, en venganza, dispuso que la madrastra del joven, Fedra, se enamorara locamente de él. Cuando la mujer se ofreció a su casto hijastro, este la despreció. Fedra se suicidó para salvar su honor, pero su nodriza, que había trasmitido a Hipólito sin el consentimiento de Fedra su pasión, resolvió librarse de culpa, escribió en una tablilla que Hipólito había intentado violar a Fedra y la dejó junto al cadáver de ella. Cuando su padre volvió y vio lo ocurrido, clamó venganza a Poseidón y el abuelo de Hipólito respondió enviándole un monstruo marino mientras su nieto viajaba por la costa en su carro. Hipólito murió arrastrado por sus propios asustados caballos. Lo que sigue no está en la segunda obra (la que ganó el primer premio) que Eurípides escribió sobre Hipólito, pero sí forma parte de la leyenda: Artemisa, entonces, rogó a Asclepio resucitar al joven, que fue transportado por la propia diosa a su santuario de Aricia (Italia) y fue identificado como Virbio, compañero de la diosa.

## Versiones literarias y otras
- La historia fue inmortalizada por Eurípides en Hipólito. Ovidio también habló de ella en Las metamorfosis; Séneca, en Fedra; y Racine, en la obra homónima.

- En otra versión, Fedra se suicida al ver que, por su mentira, muere Hipólito.

- Categoría:Hipólito y Aricia (ópera)